# Tellement proches !
Ne doit pas être confondu avec Tellement proches.
Pour plus de détails, voir Fiche technique et Distribution.
Tellement proches ! (Seres queridos) est une comédie espagnole de Dominic Harari et Teresa Pelegri sortie en 2004.

## Synopsis
Leni décide un soir de se rendre à Madrid pour présenter son nouveau compagnon, Rafi à sa famille. L'ennui est que la famille est juive et un peu désaxée, et que Rafi est palestinien. L'arrivée de cet "étranger" va perturber l'équilibre de la famille Dalì et engendrer une série de quiproquos loufoques et de catastrophes hilarantes.

## Fiche technique
- Titre français : Tellement proches !
- Titre original : Seres queridos
- Réalisation et scénario : Dominic Harari et Teresa Pelegri
- Musique : Charlie Mole
- Photographie : Danny Cohen
- Montage : Fernando Pardo
- Production : Mariela Besuievsky, Gerardo Herrero et Javier López Blanco
- Société de production : Canal+ España, Greenpoint Films, Madragoa Filmes, Patagonik Film Group, Tornasol Films et UK Film Council
- Société de distribution : Haut et Court (France)
- Pays :  Espagne,  Argentine,  Portugal et  Royaume-Uni
- Genre : Comédie romantique
- Durée : 93 minutes
- Dates de sortie : 
  - Espagne : 9 juillet 2004
  - France : 26 janvier 2005

## Personnages

### Distribution
- Guillermo Toledo : Rafi
- Marián Aguilera : Leni Dalì
- María Botto : Tania Dalì
- Fernando Ramallo : David Dalì
- Norma Aleandro : Gloria Dalì
- Mario Martín : Ernesto Dalì
- Alba Molinero : Paula
- Max Berliner : Dudu Dalì

### Arbre généalogique
| Dudu Dalì | Dudu Dalì | Dudu Dalì | Dudu Dalì | Dudu Dalì    | Dudu Dalì    |              |              | ?            | ?            | ?          | ?          | ?           | ?           |             |             |             |             |            |            |            |            |  |  |           |           |           |           |           |           |  |  |      |      |      |      |      |      |
| Dudu Dalì | Dudu Dalì | Dudu Dalì | Dudu Dalì | Dudu Dalì    | Dudu Dalì    |              |              | ?            | ?            | ?          | ?          | ?           | ?           |             |             |             |             |            |            |            |            |  |  |           |           |           |           |           |           |  |  |      |      |      |      |      |      |
|           |           |           |           |              |              |              |              |              |              |            |            |             |             |             |             |             |             |            |            |            |            |  |  |           |           |           |           |           |           |  |  |      |      |      |      |      |      |
|           |           |           |           | Ernesto Dalì | Ernesto Dalì | Ernesto Dalì | Ernesto Dalì | Ernesto Dalì | Ernesto Dalì |            |            | Gloria Dalì | Gloria Dalì | Gloria Dalì | Gloria Dalì | Gloria Dalì | Gloria Dalì |            |            |            |            |  |  |           |           |           |           |           |           |  |  |      |      |      |      |      |      |
|           |           |           |           | Ernesto Dalì | Ernesto Dalì | Ernesto Dalì | Ernesto Dalì | Ernesto Dalì | Ernesto Dalì |            |            | Gloria Dalì | Gloria Dalì | Gloria Dalì | Gloria Dalì | Gloria Dalì | Gloria Dalì |            |            |            |            |  |  |           |           |           |           |           |           |  |  |      |      |      |      |      |      |
|           |           |           |           |              |              |              |              |              |              |            |            |             |             |             |             |             |             |            |            |            |            |  |  |           |           |           |           |           |           |  |  |      |      |      |      |      |      |
|           |           |           |           |              |              |              |              |              |              |            |            |             |             |             |             |             |             |            |            |            |            |  |  |           |           |           |           |           |           |  |  |      |      |      |      |      |      |
| ?         | ?         | ?         | ?         | ?            | ?            |              |              | Tania Dalì   | Tania Dalì   | Tania Dalì | Tania Dalì | Tania Dalì  | Tania Dalì  |             |             | David Dalì  | David Dalì  | David Dalì | David Dalì | David Dalì | David Dalì |  |  | Leni Dalì | Leni Dalì | Leni Dalì | Leni Dalì | Leni Dalì | Leni Dalì |  |  | Rafi | Rafi | Rafi | Rafi | Rafi | Rafi |
| ?         | ?         | ?         | ?         | ?            | ?            |              |              | Tania Dalì   | Tania Dalì   | Tania Dalì | Tania Dalì | Tania Dalì  | Tania Dalì  |             |             | David Dalì  | David Dalì  | David Dalì | David Dalì | David Dalì | David Dalì |  |  | Leni Dalì | Leni Dalì | Leni Dalì | Leni Dalì | Leni Dalì | Leni Dalì |  |  | Rafi | Rafi | Rafi | Rafi | Rafi | Rafi |
|           |           |           |           |              |              |              |              |              |              |            |            |             |             |             |             |             |             |            |            |            |            |  |  |           |           |           |           |           |           |  |  |      |      |      |      |      |      |
|           |           |           |           | Paula        |              |              |              |              |              |            |            |             |             |             |             |             |             |            |            |            |            |  |  |           |           |           |           |           |           |  |  |      |      |      |      |      |      |